# Леп'явко Сергій Анатолійович
 Сергі́й Анато́лійович Леп'я́вко (нар. 24 липня 1960, м. Дрогобич, Львівської області) — український історик, доктор історичних наук, професор кафедри історії України Ніжинського державного університету імені Миколи Гоголя, заслужений діяч науки і техніки України. Провідний науковий співробітник Інституту археографії та джерелознавства ім. Михайла Грушевського НАН України.

## Біографія

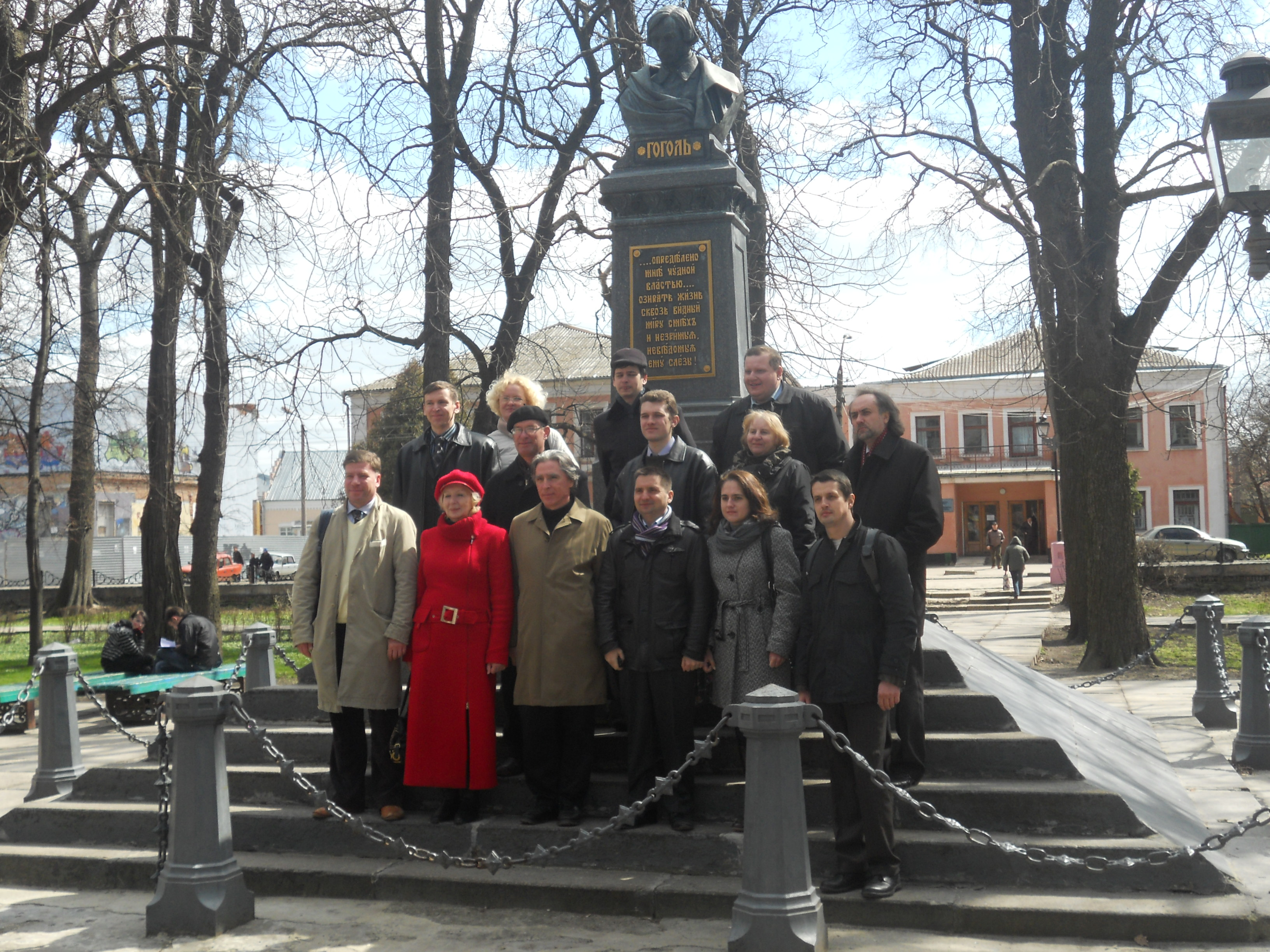
Учасники Х Костомарівських читань (2011)

Закінчив середню школу № 1 міста Чернігова, працював робітником на Чернігівському радіоприладному заводі, навчався в Чернігівському педінституті та Львівському університеті, який закінчив у 1984 р. Працював сільським вчителем, викладачем Чернігівського педінституту. З 1988 р. в аспірантурі відділу історії середніх віків Інституту історії Академії наук України в Києві. Кандидатську дисертацію на тему «Козацькі повстання 1591—1596 років» захистив у 1992 р. Науковий керівник — академік Валерій Смолій.
У 1995—1998 рр. навчався в докторантурі Інституту історії України НАН України. У 1996 р. вийшла монографія «Козацькі війни кінця XVI ст. в Україні», яка стала однією з перших праць, присвячених історії українського козацтва, виданих у пострадянські часи.
У 2000 р. захистив докторську дисертацію на тему «Військово-політична діяльність українського козацтва в контексті міжнародних відносин (1561—1595 рр.)».
З вересня 1998 р. — доцент, професор, завідувач кафедри (2005—2010) Чернігівського педагогічного університету. За сумісництвом працює провідним науковим співробітником Інституту археографії та джерелознавства ім. Михайла Грушевського НАН України. Починаючи з 2010 р. є професором Ніжинського державного університету ім. М. Гоголя.
Проходив наукові стажування в Польщі (Варшавський університет, Інститут історії Польської академії наук — 1991, 1997, 2002), США (Університет Колорадо у Боулдері (Fulbright Visiting Scholar Program) — 2003—2004, Гарвардський університет — 2010), Канаді (Канадський інститут українських студій — 2007).
З 2001 р. — директор громадської організації «Сіверський інститут регіональних досліджень». Співорганізатор низки конференцій, зокрема Костомарівських читань, Філаретівських читань, Розумовських зустрічей тощо. Під його керівництвом захистили дисертації чернігівські історики Ігор Ситий, Ольга Травкіна, Володимир Пилипенко, Сергій Горобець та ін.
Є автором понад 200 наукових праць з історії українського козацтва, міжнародних відносин ранньомодерної доби, порівняльної, військової, регіональної історії, урбаністики, історії Чернігова.

## Нагороди
- Заслужений діяч науки і техніки України (23 серпня 2018) — за вагомий особистий внесок у розвиток вітчизняної науки, зміцнення науково-технічного потенціалу України, багаторічну сумлінну працю[2]

## Вибрані праці
- Козацькі війни кінця XVI ст. в Україні [Архівовано 7 червня 2014 у Wayback Machine.]. — Чернігів : Сіверянська думка, 1996. — 286 с.
- Українське козацтво у міжнародних відносинах (1561—1591). — Чернігів : Сіверянська думка, 1999. — 216 с.
- Великий кордон як фактор формування українського козацтва (XVI ст.). — Запоріжжя : РА Тандем, 2001. — 64 с.
- Обози на південь: українсько-польські відносини в світлі теорії Великого Кордону // Україна incognita. — К.: Українська прес-група, 2004. — С. 57-71.
- Великий Кордон України: історія і сучасні реалії // Національна безпека України. Зб. наук. праць випускників програми Кеннана. — К., 2004. — С. 216—223.
- Українське козацтво у міжнародних відносинах XVI — середини XVII ст. // Історія українського козацтва. Нариси у двох томах. — К.: Видавничий дім «Києво-Могилянська академія», 2006. — Частина 2. — С. 326—343.
- Чернігівський козацький полк // Адміністративний устрій Чернігівської області. Історія і сучасність. — Чернігів, 2007. — С. 48-61.
- Коротка історія Чернігова. — К., 2009. — 64 с.
- Українські землі в політичній системі Речі Посполитої // Історія українського парламентаризму. — К.: «Дніпро», 2010. — С.58-89.
- Козацькі війни Косинського і Наливайка (1591—1596). — Харків: Фоліо, 2011. — 128 с.
- Великі Кордони українців // Гілея: науковий вісник. — 2011. — Випуск 42. — С. 78-88.
- Чернігів. Історія міста. — К. : Темпора, 2012. — 432 с., іл.
- «Рятівники від турецької хмари»: Запорожці і Хотинська війна 1621 р. — К., 2013. — 64 с.
- Християнсько-мусульманський кордон України XV—XVIII ст.: короткий огляд // Література і культура Полісся. — Ніжин, 2013. — Випуск 72. — С. 84-96.
- Владні інституції Чернігово-Сіверщини: ілюстрована історія. — Чернігів:   Сіверський центр післядипломної освіти, 2014. — 192 с., співавт.
- Ілюстрована історія Чернігова. — К. : Стилос, 2013, 2017 (2 видання) — 207 с., 224 с., іл.